# Andrea Bruno Mazzocato
Andrea Bruno Mazzocato (ur. 1 września 1948 w San Trovaso) – włoski duchowny katolicki, arcybiskup Udine w latach 2009–2024.

## Życiorys
Wstąpił do seminarium duchownego w Treviso i tam ukończył studia filozoficzno-teologiczne. Ponadto uzyskał tytuły licencjata w Instytucie Liturgiki w Santa Giustina (tytuł z liturgiki) oraz na Wydziale Teologicznym północnych Włoszech w Mediolanie (tytuł z teologii dogmatycznej).
Święcenia kapłańskie otrzymał 3 września 1972. Po święceniach przez pięć lat pracował w parafii w San Martino di Lupari. Od 1977 pracował w seminarium w Treviso jako wykładowca teologii dogmatycznej. Pełnił tam też funkcje ojca duchownego (1977-1986), prorektora niższego seminarium (1990-1994) oraz rektora wyższej uczelni (1994-2000). W latach 1987–1994 był delegatem biskupim ds. formacji młodych kapłanów.

### Episkopat
11 października 2000 papież Jan Paweł II mianował go ordynariuszem diecezji Adria-Rovigo. Sakry biskupiej udzielił mu ówczesny biskup Treviso - Paolo Magnani. 3 grudnia 2003 został prekonizowany biskupem Treviso.
20 sierpnia 2009 Benedykt XVI mianował go arcybiskupem Udine.
23 lutego 2024 papież Franciszek przyjął jego rezygnację z funkcji arcybiskupa Udine złożoną ze względu na wiek